# Gabriel Paulista
Gabriel Armando de Abreu, mais conhecido como Gabriel Paulista (São Paulo, 26 de novembro de 1990), é um futebolista brasileiro que atua como zagueiro. Atualmente está no Beşiktaş.

## Clubes

### Vitória
Gabriel foi promovido aos profissionais do Vitória em 2010, fazendo sua estreia no estadual daquele ano, em vitória por 3–1 sobre o Camaçari. Integrou, mas como reserva, o grupo que conquistou aquela edição do Campeonato Baiano e, meses depois, foi também finalista da Copa do Brasil, quando acabou derrotado pelo Santos que, na época protagonizado por Neymar e Paulo Henrique Ganso, vivia uma de suas melhores fases recentes. Apesar de então não ser titular do time, Gabriel disputou os dois jogos da final, o segundo deles improvisado como lateral, devido à lesão do seu companheiro de equipe. No segundo semestre, já durante a disputa do Brasileirão, foi titular apenas nas últimas partidas do campeonato, amargando o rebaixamento à Série B por apenas um ponto. Ainda neste mesmo ano, no mês de dezembro, foi campeão do Campeonato do Nordeste.
Já no início do ano seguinte, participou de alguns encontros no estadual, onde o "Leão da Barra" acabou sendo surpreendido na final pelo modesto Bahia de Feira, que conquistou seu primeiro título estadual em pleno Barradão. No segundo semestre, mais uma vez, foi banco durante a maior parte do Campeonato Brasileiro, e virou titular na reta final do torneio. O Vitória terminou na 5ª colocação, a um ponto do acesso, e enfrentou mais uma frustração naquela temporada.
Ao longo destes dois anos, o zagueiro conquistou títulos, enfrentou frustrações e até um rebaixamento, e consequentemente adquiriu experiência, fato que o firmou como titular a partir da temporada 2012, com a chegada do técnico Toninho Cerezo.
Após apenas dois anos de carreira profissional, Gabriel tornou-se titular, e também neste ano marcou seu primeiro gol no time principal, numa derrota por 2–3 para a Juazeirense. Deixou sua marca também nas vitórias por 5–0 sobre o Atlético de Alagoinhas e sobre o Bahia por 3–2. O principal objetivo do Vitória no ano acabou sendo conquistado no segundo semestre: após o fracasso no ano anterior por apenas um ponto, o acesso finalmente veio no Brasileirão Série B de 2012. Após uma boa sequência de vitórias, feito que o manteve na liderança do campeonato durante 11 rodadas, o "Leão" acabou tendo uma queda de desempenho após a saída do treinador Paulo César Carpegiani, em outubro, mas conquistou a promoção à Série A do ano seguinte após empate em 1–1 com o Ceará na última rodada, em jogo realizado num Barradão.

### Villarreal
Foi contratado pelo clube da espanhol Villarreal em 21 de agosto de 2013.

### Arsenal
Transferiu-se ao Arsenal da Inglaterra em 24 de janeiro de 2015, numa transação envolvendo a troca pelo atacante costarriquenho Joel Campbell para o clube espanhol por empréstimo por valores não divulgados. Estreou em 15 de fevereiro jogando toda a partida na vitória por 2–0 em casa sobre o Middlesbrough na quinta rodada da Copa da Inglaterra. Seis dias depois o fez na Premier League substituindo Alexis Sánchez aos 44 minutos do segundo tempo na vitória por 2–1 sobre o Crystal Palace.
Pelo clube de Londres, o zagueiro conquistou três títulos, e deixou a equipe para retornar à Espanha após 66 jogos nos Gunners, mas sem se firmar completamente na equipe de Arsène Wenger.

### Valencia
Em agosto de 2017, o brasileiro retornou à Espanha desde 2013, ele assinou com o Valencia por 5 anos.
Pela equipe espanhola, Gabriel venceu a Copa del Rey de 2018–19. Ele foi um destaques da campanha vencedora, e continuou a se firmar na equipe titular dos Morcegos.
Nas três primeiras temporadas, o atleta foi um zagueiro muito recorrente na equipe espanhola. Atuava no time titular com frequência em muitos momentos, mas foi perdendo seu espaço a partir da quarta época na equipe. Se antes o jogador fazia, ao menos, 37 partidas, em 2021–22 fizera 21 (somada todas as competições).
Suas últimas duas temporadas deixaram o jogador ter 42 jogos ao todo. Apesar de ter perdido sua vaga entre os titulares, quando podia, o atleta era um dos capitães da equipe, tendo estado mais ativamente com a braçadeira na época 2023–24.
Gabriel deixou o Valencia na metade dessa mesma temporada. Ele optou por rescindir o seu contrato. O jogador fizera 220 jogos e marcou 8 gols com o clube.

### Atlético de Madrid
Em 31 de janeiro de 2024, Gabriel assinou com o Atlético de Madrid até o fim da temporada.

## Seleção Brasileira
Em 20 de março de 2015 foi convocado pela primeira vez para defender a Seleção Brasileira pelo treinador Dunga em virtude da lesão do zagueiro Marquinhos, diante dos amistosos contra a França e Chile

## Vida Pessoal
Gabriel Paulista é o caçula de cinco filhos. Um de seus irmãos se envolveu, de acordo com o próprio jogador, na "vida ruim" e morreu aos 21 anos pela polícia.
Gabriel é casado e tem um filho, chamado Miguel, nascido em 2013.
Durante a temporada 2022–23 da La Liga, o brasileiro se envolveu em duas polêmicas com o jogador Vinícius Junior. Na primeira vez, o jogador deu um pontapé no atacante do Real Madrid e recebeu dois jogos de suspensão.
Meses depois, em vitória do Valencia diante do Real Madrid, Vinícius acusou alguns torcedores de racismo. Gabriel futuramente, postou em suas redes sociais um vídeo enaltecendo a torcida do seu time.
Contudo, após receber mais críticas de torcedores, o zagueiro brasileiro se desculpou dizendo:
| “ | Eu não sou racista como muitos no Brasil, principalmente alguns meios de comunicação, estão dizendo. E aqueles que cometeram esse ato contra o Vini têm que pagar. Sobre minha postagem, eu apenas comemorei uma vitória muito importante porque estamos vivendo um ano difícil e eu não defendi o ato racista. Eu simplesmente quis dizer que não devemos culpar todo um estádio. Foram 45 mil pessoas e uma pequena parte da torcida cometeu esse crime. Acho que não devemos culpar a todos. Talvez eu me expressei mal e muitos não entenderam, mas foi isso. Respeito total ao Vini Jr. Certeza que muitos estão interpretando algo que eu não fiz. Fui comemorar uma vitória diante de um grande rival na emoção do jogo. Não era o momento, mas como falei, foi na emoção. | ” |

## Títulos
Vitória
- Campeonato Baiano: 2010, 2013
- Campeonato do Nordeste: 2010

Arsenal
- Copa da Inglaterra: 2014–15, 2016–17
- Supercopa da Inglaterra: 2015, 2017

Valencia
- Copa do Rei: 2018–19

### Prêmios individuais
- Seleção do Campeonato Baiano: 2012,[26] 2013[27]